# باخ ۱۸۱۴
سیارک ۱۸۱۴ (به انگلیسی: 1814 Bach، نامگذاری:1931TW1) هزار و هشتصد و چهاردهمین سیارک کشف شده‌است که در ۹ اکتبر ۱۹۳۱ و در هایدلبرگ کشف شد.
قدر مطلق سیارک برابر ۱۳٫۱۰ است.